# Fabian Weiss
Fabian Weiss (Rheinfelden, 11 april 2002) is een Zwitsers wielrenner.

## Carrière
Als tweedejaars junior werd Weiss, achter Fabio Christen en Arnaud Tendon, derde op het nationale kampioenschap tijdrijden. Twee jaar later, in 2022, won hij de nationale tijdrittitel bij de beloften, voor Nils Brun en diezelfde Christen. Op het Europese kampioenschap werd hij vierde, alvorens in september twaalfde te worden op het wereldkampioenschap. In zowel 2023 als 2024 verlengde hij zijn nationale tijdrittitel met succes.
In 2025 werd Weiss prof bij Tudor Pro Cycling Team, dat hem overhevelde vanuit hun opleidingsploeg. In maart van dat jaar maakte hij zijn debuut in de World Tour, toen hij aan de start stond van de Strade Bianche. In de Italiaanse eendagskoers maakte Weiss deel uit van de vroege vlucht, alvorens op plek 32 te finishen.

## Overwinningen
2022
 Zwitsers kampioen tijdrijden, Beloften
2023
 Zwitsers kampioen tijdrijden, Beloften
2024
 Zwitsers kampioen tijdrijden, Beloften

## Resultaten in voornaamste wedstrijden
|      | \| Jaar \| Amstel Gold Race \| Luik-Bast.‑Luik \| Waalse Pijl \| Clásica San Sebastián \| \| ---- \| ---------------- \| --------------- \| ----------- \| --------------------- \| \| 2025 \| opgave \| opgave \| 98e \| 88e \| |                 |             |                       |
| Jaar | Amstel Gold Race | Luik-Bast.‑Luik | Waalse Pijl | Clásica San Sebastián |
| 2025 | opgave | opgave          | 98e         | 88e                   |

## Ploegen
- 2021 –  Swiss Racing Academy (vanaf 1 september)
- 2022 –  Tudor Pro Cycling Team
- 2023 –  Tudor Pro Cycling Team U23
- 2024 –  Tudor Pro Cycling Team U23
- 2025 –  Tudor Pro Cycling Team